# Prevención especial
En derecho penal, la prevención especial es uno de los efectos que tiene la aplicación de una sanción o pena sobre el individuo a la que va dirigida. Esta teoría actúa de dos modos sobre el delincuente: primeramente intenta corregirlo con el fin de lograr la reinserción del individuo en la sociedad. De no ser esto posible se buscará, en segundo lugar, excluirlo o eliminarlo.

## Objetivo de la prevención especial
El principal objetivo de esta clase de prevención será evitar que aquel que ya haya cometido un acto ilícito vuelva a tener tal actitud en el futuro. Así, la prevención especial no va dirigida al conjunto de la sociedad, sino a aquellos que ya hayan vulnerado el ordenamiento jurídico.
Corresponde al Estado regularizar las conductas de los ciudadanos buscando la creación de una experiencia de utilidad, persuadir al sujeto de que no es conveniente delinquir porque la consecuencia es un mal mayor que la satisfacción procurada por el delito.
Por otro lado, es importante considerar el riesgo de reincidencia delictiva, la cual la consideramos una problemática para la sociedad generando una sensación de malestar e inseguridad del ciudadano en el entorno en el que vive. Aumentando la prevención especial dirigida a aquellas personas que han delinquido con anterioridad, nos aseguramos dar una percepción para el resto de la población, de mejora y trabajo en la vida delictiva y del delincuente.

## Efectos de la prevención especial
La efectividad de la prevención especial tiene una doble vertiente:

### Prevención especial en sentido estricto o prevención especial positiva
Esta se considera como el método de resocialización y supone el condicionamiento interno del sujeto que ha infringido la norma para que no vuelva a realizar tales infracciones. Así pues, la prevención especial en sentido estricto está íntimamente ligada a la figura de la reincidencia, e indirectamente unida a la peligrosidad criminal, pues intenta reducir el riesgo que la sociedad padece con el sujeto criminal, pero trata de hacer mediante la reeducación y resocialización del sujeto. Al llevarla a vertientes extremas puede llevar a aplicar penas como el control cerebral o la castración.
La reincidencia toma un papel importante en este tipo de prevención ya que está última va dirigida a la rehabilitación del delincuente, la cual, si no se logra, este volvería a reincidir en la comisión del delito. Esta posible reinserción evitando la reincidencia del delincuente, es un trabajo llevado a cabo por más de un profesional, es decir, hay que tener en cuenta el ámbito jurídico, pero también el social o psicológico para una correcta lectura a la hora de evaluar la peligrosidad y reincidencia agresiva. 
Además, se considera importante el papel de la víctima para poder estudiar a fondo cuales son las consecuencias que el delincuente a generado en la sociedad y así, estudiar la forma de reeducación de este. Sobre todo, en el ámbito penitenciario se debe de ir estudiando los perfiles que ingresan en esta institución con el fin de analizar la forma de relación entre el sujeto que ha cometido el delito y el resto de iguales.

### Peligrosidad criminal o prevención especial negativa
La aplicación de la pena evita que el sujeto cometa actos ilícitos, de manera que se busca evitar el peligro que para la sociedad supone el criminal. De esta manera se aplica para alejar al sujeto de la sociedad para que no vuelva a delinquir. Al llevarla a vertientes extremas puede llevar a aplicar penas como la pena de muerte o la cadena perpetua.

## Ámbito de aplicación
La prevención especial es una institución asociada normalmente al campo del derecho penal. Pese a que en otros ámbitos también puede tenerse en cuenta debido a su enraizamiento en determinados principios generales del derecho, donde la figura cobra verdadera entidad y fuerza es en la doctrina penal.
Diferentes tipos de especialistas son considerados también importantes en el estudio de las relaciones del delincuente, como por ejemplo, los psicólogos, los cuales podrían analizar desde otro punto de vista más técnico las conexiones forjadas dentro del sistema penitenciario entre los delincuentes y su posterior adaptación a la sociedad.
Es adoptada, por ejemplo, en el Sistema Interamericano de Derechos Humanos, de acuerdo al artículo quinto, inciso sexto de la Convención Americana sobre Derechos Humanos, la cual señala expresamente que "las penas privativas de la libertad tendrán como finalidad esencial la reforma y la readaptación social de los condenados", y puede apreciarse en el Código Penal de la Nación Argentina, siendo notoria en el régimen progresivo de la pena, culminando el mismo con la libertad condicional.

### La prevención especial en el ordenamiento jurídico español
La Constitución Española, en su artículo 25.2, reconoce de forma expresa la prevención especial. En concreto, dice lo siguiente:
Las penas privativas de libertad y las medidas de seguridad estarán orientadas hacia la reeducación y reinserción social y no podrán consistir en trabajos forzados.
Véase, pues, que se está realizando una referencia a la "reeducación y reinserción social", expresiones de la prevención especial en su vertiente positiva. Debe ser remarcado, no obstante, que el sistema penal español no descarta otras finalidades. Así, consolidada doctrina jurisprudencial también abraza la retribución y la prevención general.